# Sipanea wilson-brownei
Sipanea wilson-brownei är en måreväxtart som beskrevs av John Macqueen Cowan. Sipanea wilson-brownei ingår i släktet Sipanea och familjen måreväxter. Inga underarter finns listade i Catalogue of Life.